# Кокосовий морський сом
Кокосовий морський сом (Bagre bagre) — вид морських сомів родини Ariidae. Він був описаний Карлом Ліннеєм у 1776 році, спочатку належав до роду Silurus. Мешкає в тропічних морських і солонуватих водах між Колумбією та річкою Амазонка в Південній Америці. Він живе на максимальній глибині 50 м (160 фут). Сягає максимальної загальної довжини 55 см (22 дюйм), частіше досягаючи 40 см (16 дюйм).
Раціон кокосового сома становить кісткову рибу та донних ракоподібних. На нього полює дрібнохвоста акула. Він являє комерційний інтерес для рибальства та продається в свіжому вигляді.